# Artes plásticas de El Salvador
Las artes plásticas en El Salvador abarcan un conjunto diverso de manifestaciones visuales —pintura, escultura, grabado, instalación— que han evolucionado desde la época colonial hasta la actualidad. Estas disciplinas reflejan la historia, identidad y complejidad sociocultural del país, con artistas relevantes desde el siglo XIX hasta el arte contemporáneo.

## Historia

### Orígenes y periodo colonial
Las primeras manifestaciones plásticas en el territorio corresponden a arte prehispánico, como pinturas rupestres encontradas en sitios arqueológicos locales. Durante el periodo colonial, predominó el arte religioso y académico, con escasas expresiones locales comparables a otros países centroamericanos.

### SigloXIXy primeras décadas del XX
La pintura académica estuvo marcada por retratistas como Wenceslao Cisneros, Marcelino Carballo y Pascasio González, que introdujeron técnicas importadas desde Europa. La formación académica estuvo marcada por figuras como Carlos Alberto Imery (1879–1949), quien enseñó dibujo y perspectiva y dirigió la Escuela de Artes Gráficas. Entre sus alumnos destacó Camilo Minero. Artistas como Pedro Ángel Espinoza(1891–1939), Julia Díaz y Noé Canjura, junto a artistas como Raúl Elas Reyes renovaron los estilos pictóricos tras formaciones en Europa.

### Modernismo, abstracción y arte comprometido
El arte abstracto en El Salvador surge como parte de las transformaciones estéticas y culturales que se consolidaron a mediados del siglo XX. Si bien durante las primeras décadas del siglo predominaban estilos figurativos y costumbristas, a partir de la década de 1950 algunos artistas comenzaron a experimentar con el lenguaje de la abstracción, influenciados por corrientes internacionales como el expresionismo abstracto, el arte concreto, el constructivismo y la abstracción lírica. La abstracción en El Salvador no surgió como un movimiento colectivo, sino más bien como un conjunto de búsquedas individuales influenciadas por viajes, becas, formación académica en el exterior y el contacto con el arte moderno internacional. Durante las décadas de 1950 y 1960, varios artistas salvadoreños que estudiaron en Europa y Estados Unidos introdujeron nuevas concepciones formales, alejadas de la representación figurativa tradicional.
Uno de los pioneros del arte abstracto en El Salvador fue Carlos Cañas (1924–2013), cuya obra, aunque en un inicio figurativa, evolucionó hacia una abstracción lírica cargada de simbolismo y expresividad, marcada por su formación en la Real Academia de Bellas Artes de San Fernando en Madrid. Abordó temas de violencia, memoria y espiritualidad; su obra Sumpul (1984) es un reconocimiento pictórico a las víctimas de la guerra civil.
Durante las décadas de 1960 y 1970, artistas como Rafael Colindres, Ricardo Aguilar, Luis Cornejo, Camilo Minero (en una etapa tardía de su carrera), y Julia Díaz comenzaron a explorar lenguajes abstractos o semabstractos. En algunos casos, la abstracción se vinculó a lo espiritual, lo matérico y lo gestual, mientras que en otros se incorporaron elementos geométricos y cinéticos. El contexto político de polarización creciente en los años 70 llevó a que muchas expresiones artísticas asumieran una postura comprometida y militante, por lo que el arte figurativo de denuncia social predominó. Sin embargo, la abstracción siguió presente como lenguaje autónomo, especialmente en circuitos académicos o privados.
Durante la guerra civil (1980–1992), varios artistas se exiliaron y continuaron desarrollando su obra abstracta en contextos internacionales. Es el caso de Rubén Martínez Bulnes, arquitecto y escultor cuyas obras abstractas en hierro han marcado el paisaje urbano de San Salvador, como el mural de la cripta de Catedral Metropolitana. También es notable la trayectoria de artistas como Salarrué (aunque no plenamente abstracto, exploró la síntesis formal en su pintura tardía), y otros creadores que emigraron y adoptaron estéticas abstractas en sus procesos artísticos.

### Arte contemporáneo
Tras los Acuerdos de Paz, el arte abstracto reaparece con nuevas formas dentro del panorama contemporáneo. Artistas como Mayra Barraza, Walterio Iraheta o Simón Vega, aunque no estrictamente abstractos, han incorporado la abstracción conceptual, formal o simbólica en sus obras.
El arte contemporáneo en El Salvador se consolidó a partir de la segunda mitad del siglo XX y se expandió significativamente tras la firma de los Acuerdos de Paz en 1992. Después de la guerra civil (1980–1992), emergió una generación de artistas que exploran arte conceptual, instalación y pintura con temáticas íntimas, identitarias y memorísticas.  A diferencia de las tradiciones academicistas o modernistas anteriores, las prácticas contemporáneas han incorporado nuevos lenguajes como la instalación, el performance, el videoarte, el arte conceptual y la intervención urbana. Estas expresiones reflejan preocupaciones políticas, sociales y de identidad, así como una revisión crítica de la historia y el conflicto armado.
El arte contemporáneo salvadoreño se caracteriza por su compromiso político y social, con temáticas como la memoria histórica, la violencia, la migración, el género y la desigualdad; los nuevos lenguajes artísticos: instalación, fotografía experimental, videoarte, arte efímero y acciones en el espacio público y la autogestión y colectividad, con el surgimiento de colectivos, espacios independientes y plataformas curatoriales fuera de los circuitos institucionales tradicionales. Algunos de esos colectivos son The Fire Theory o La Fabrika.
Destacan artistas como:
- Antonio Bonilla (n. 1954), que combina expresionismo y surrealismo con crítica satírica.
- Mayra Barraza (n. 1966), centrada en identidad, memoria y figura humana, con exposiciones internacionales y trabajo como curadora.
- Roberto Galicia, pintor y director del Museo de Arte de El Salvador, explora la fisicalidad y temporalidad de los soportes pictóricos.
- Simón Vega (n. 1972): conocido por sus esculturas e instalaciones que reinterpretan la Guerra Fría con elementos populares centroamericanos, integrando crítica geopolítica y humor. Ha expuesto en el Museo del Bronx, el Museo de Arte Contemporáneo de Panamá y en ferias como ARCO Madrid.
- Beatriz Cortez: artista salvadoreña radicada en Estados Unidos, que explora la migración, el tiempo simultáneo, la ciencia ficción y la arqueología futura. Su obra ha sido presentada en la Bienal del Whitney y en el Museo Hammer.
- Walterio Iraheta, Melissa Guevara, Antonio Romero, Ronald Morán, José David Herrera, entre otros, integran una generación activa en el campo contemporáneo local y regional.

## Instituciones y museos
Julia Díaz (1917‑1999) fundó en 1958 la Galería Forma (convertido en el Museo Forma)
El Museo de Arte de El Salvador (MARTE), inaugurado en 2003 y diseñado por Salvador Choussy Rusconi, alberga desde arte del siglo XIX hasta contemporáneo.
Desde 2015, Y.ES Contemporary promueve a artistas salvadoreños en exposiciones internacionales, préstamos de obra y contenidos curatoriales disponibles globalmente.